# اچ‌ام‌اس کی۲
اچ‌ام‌اس کی۲ (به انگلیسی: HMS K2) یک زیردریایی بود که طول آن ۳۳۹ فوت (۱۰۳ متر) بود. این زیردریایی در سال ۱۹۱۷ ساخته شد.